# Benedetto de Potio
Benedetto de Potio auch Benedetto Ponzio, latinisiert Benedetictum Pontius oder nur Benedetto († um 1030) war ein römisch-katholischer Kardinalbischof.

## Leben
Benedetto wurde erstmals 998 urkundlich erwähnt, als Papst Gregor V. unter Anwesenheit von Kaiser Otto III. ein Konzil der römischen Kurie einberief. Wann er zum Bischof ernannt wurde, ist nicht bekannt. Er erscheint dann wieder in verschiedenen Dokumenten der Kurier, die aus den Jahren 999 und 1005 stammen. In einer mit 21. Januar 1011 datierten Bullen wird er als Bibliothekar bezeichnet.
Benedetto wurde zwischen dem 17. Juni und dem 23. November 1012 von Papst Benedikt VIII. zum Kardinalbischof von Porto ernannt. Zuvor war der Papst selbst Kardinalbischof von Porto. Am 21. Januar 1013 unterzeichnete er ein Päpstliche Bulle zugunsten des Bistum Bamberg, am 24. April 1013 zugunsten des Klosters Farfa, am 13. Juni 1013 zugunsten der Klöster San Salvatoris und San Benedicti Lenensis. Am 27. Dezember 1019 unterzeichnete er ein Bulle zur Bestätigung der Wahl Amatos zum Erzbischof von Salerno. Unterzeichnete im Auftrag von Piligrimi, Erzbischof von Köln und erster Erzkanzler der Heiligen Römischen Kirche, päpstliche Bullen vom 7. März 1024, eine zugunsten von Humfried, Erzbischof von Magdeburg und eine weitere zugunsten des Klosters Santa Maria in Nienburg sowie am 14. und 17. Dezember 1026 zwei zugunsten von Pietro, Bischof von Silva Candida. Im Januar 1026 erhielt er vom Papst verschiedene Privilegien für seinen Bischofssitz. Die letzte Bulle, in der er als Datar erscheint, ist auf den 12. Juni 1029 datiert.